# دانشگاه علوم پزشکی بیرجند
دانشگاه علوم پزشکی و خدمات بهداشتی درمانی بیرجند، قدیمی‌ترین دانشگاه علوم پزشکی شرق کشور، در شهر بیرجند و در استان خراسان جنوبی واقع است. دانشگاه علوم پزشکی بیرجند، در خیابان غفاری کنار بیمارستان بزرگ رازی و نمایشگاه سابق بین المللی بیرجند واقع است و این دانشگاه به عنوان متولی امر بهداشت و درمان در خراسان جنوبی نیز شناخته می‌شود.
این دانشگاه پس از دانشگاه علوم پزشکی مشهد، دومین دانشگاه علوم پزشکی برتر شرق کشور است. همچنین براساس نظام رتبه بندی شانگهای و تایمز جزو دانشگاه های پژوهشی و تحقیقاتی پیشتاز در عرصه علوم پزشکی ایران از حیث تعداد مقالات پراستناد داخلی و خارجی، همکاری های بین المللی، برگزاری همایش ها و کنفرانس های متعدد و کارگاه های تربیت تکنیسین، در رده ۸۵۰-۸۰۱ جهان قرار دارد.

## تاریخچه
این دانشگاه در سال ۱۳۶۴ ه‍.ش و با تصویب وزارت بهداشت، درمان و آموزش پزشکی به عنوان دانشکدهٔ پزشکی بیرجند و تحت ریاست دکتر غضنفر فروزانفر تأسیس شد و در سال ۱۳۶۵ با پذیرش ۵۰ دانشجوی پزشکی و ۳۰ دانشجویی پرستاری، رسماً فعالیت خود را آغاز نمود.
وزارت بهداشت، درمان و آموزش پزشکی، در سال ۱۳۷۲ به پاس موفقیت دانشجویان دانشکدهٔ تازه‌بنیاد بیرجند در کسب مقام اول آزمون جامع علوم پایهٔ پزشکی سال ۱۳۷۱ کشور، مجتمع آموزشی پزشکی بیرجند را (شامل: دانشکدهٔ پزشکی، دانشکدهٔ پرستاری و آموزشکدهٔ پیراپزشکی) به دانشگاه علوم پزشکی و خدمات بهداشتی درمانی بیرجند، ارتقا داده و دکتر غضنفر فروزانفر را به ریاست آن منصوب نمود.
دانشجویان این دانشگاه در فاصلهٔ سال‌های ۱۳۷۱ تا ۱۳۷۸، ۵ بار مقام اول و یک بار مقام دوم آزمون جامع علوم پایهٔ پزشکی کشور را در بدست آورده‌اند.
در حال حاضر این دانشگاه متشکل از هشت دانشکده و یک آموزشکده بوده که دارای ۲٬۷۵۷ دانشجو در ۳۵ رشتهٔ تحصیلی در مقاطع کاردانی، کارشناسی، کارشناسی ارشد و دکترای حرفه‌ای و ۱۹۷ عضو هیئت علمی می‌باشد.
مرکز اطلاع‌رسانی پزشکی آن متشکل از کتابخانهٔ مرکزی ۹٬۶۶۱ عنوان کتاب فارسی (۲۱٬۸۰۵ نسخه)، ۲٬۶۵۵ عنوان کتاب لاتین (۳٬۴۵۸ نسخه) ۲۴۴ عنوان نشریهٔ فارسی (۴٬۱۱۳ نسخه)، ۱٬۲۶۹ عنوان رسانهٔ لاتین (۲٬۰۴۱ نسخه رسانهٔ لاتین)، ۳۷۹ عنوان رسانهٔ فارسی (۸۵۸ نسخه رسانهٔ فارسی)، ۳۸ عنوان جزوهٔ فارسی (۴۸۹ نسخه جزوهٔ فارسی)، ۳۱۲ عنوان نشریهٔ فارسی (۵٬۷۳۰ نسخه نشریهٔ فارسی)، ۳۷۲ عنوان نشریهٔ لاتین (۶٬۰۰۷ نسخه)، ۷۰۵ عنوان پایان‌نامهٔ فارسی (۷۰۶ نسخه پایان‌نامهٔ فارسی)، ۷ عنوان طرح تحقیقاتی فارسی (۷ نسخه طرح تحقیقاتی فارسی) و ۴۱ دستگاه کامپیوتر پیشرفته در محل کتابخانه و ۱۴ دستگاه در محل کلاس کامپیوتر متصل به شبکهٔ اینترنت و اشتراک صدها مجلهٔ الکترونیک و بانک‌های اطلاعاتی معتبر در زمینهٔ علوم پزشکی است. همچنین این دانشگاه دارای ۱۵ آزمایشگاه و کارگاه آموزشی و ۳ آزمایشگاه تحقیقاتی ویژهٔ دانشجویان است.

## دانشکده‌ها
- دانشکدهٔ پزشکی
- دانشکدهٔ پرستاری و مامایی
- دانشکدهٔ پیراپزشکی
- دانشکدهٔ بهداشت
- دانشکدهٔ دندانپزشکی
- دانشکده داروسازی
- دانشکدهٔ علوم پزشکی فردوس
- دانشکدهٔ علوم پزشکی قاین
- دانشکدهٔ پرستاری طبس
- دانشکدهٔ بهداشت سرایان
- آموزشکدهٔ فوریت‌های پزشکی

## شبکه‌ها و مراکز بهداشت و درمان وابسته به دانشگاه
- مرکز بهداشت شهرستان بیرجند
- شبکه بهداشت و درمان سربیشه
- شبکه بهداشت و درمان بشرویه
- شبکه بهداشت و درمان طبس
- شبکه بهداشت و درمان خوسف
- شبکه بهداشت و درمان فردوس
- شبکه بهداشت و درمان درمیان
- شبکه بهداشت و درمان قاین
- شبکه بهداشت و درمان زیرکوه
- شبکه بهداشت و درمان نهبندان
- شبکه بهداشت و درمان سرایان

## مراکز ارائه خدمات وابسته به دانشگاه
- بیمارستان آموزشی ولیعصر (عج) با ۲۲۴ تخت
- بیمارستان امام رضا (ع) با ۱۵۰ تخت
- بیمارستان رازی
- بیمارستان زیرکوه با ۳۲تخت
- بیمارستان قاین با ۱۲۰تخت
- بیمارستان فردوس با ۱۴۸ تخت
- بیمارستان بشرویه با ۳۲ تخت
- بیمارستان شهید سید مصطفی خمینی طبس با ۱۰۸ تخت
- بیمارستان نهبندان با ۳۲تخت
- ۱۱ مرکز بهداشت شهرستان
- ۳۳ پایگاه شهری
- ۴۸ مرکز بهداشتی درمانی روستایی
- ۳۱۹ خانه بهداشت فعال
- ۵۱ پایگاه اورژانس شهری و جاده ای

## اهم نشریات دانشگاه
- مجله علمی پژوهشی دانشگاه
- مجله علمی پژوهشی دانشکده پرستاری - مامایی(مراقبت‌های نوین)
- ۶ نشریهٔ فعال دانشجویی.

## فعالیت‌های پژوهشی
- تعداد کتب تألیف و ترجمه‌شده ۵۸ جلد
- طرح‌های تحقیقاتی ۵۹۰ طرح
- تعداد مقالات داخلی و خارجی ۲۵۰ مقاله

## مراکز تحقیقاتی
- مرکز تحقیقات آترواسکلروز و عروق کرونر
- مرکز تحقیقات متابولیسم و آنتی‌اکسیدان‌ها
- مرکز تحقیقات دیابت
- مرکز تحقیقات کیفی
- مرکز تحقیقات عوامل اجتماعی مؤثر بر سلامت
- مرکز تحقیقات پرستاری مامایی
- مرکز تحقیقات دندانپزشکی
- مرکز تحقیقات هپاتیت
- مرکز تحقیقات روان پزشکی و علوم رفتاری
- مرکز تحقیقات سلولی مولکولی
- مرکز تحقیقات آسم و آلرژی و ایمونولوژی
- مرکز تحقیقات زرشک و عناب
- مرکز رشد فناوری سلامت
- مرکز تحقیقات طب سنتی و مکمل
- مرکز تحقیقات طب تجربی

## رؤسای این دانشگاه از بدو بنیانگذاری تاکنون
- دکتر غضنفر فروزانفر (۱۳۶۴ تا ۱۳۷۹)
- دکتر محمود شکیبی (۱۳۷۹ تا ۱۳۸۵)
- دکتر هاشم زهی (۱۳۸۵ تا ۱۳۸۹)
- دکتر قاسم کریمی (۱۳۸۹ تا ۱۳۹۳)[۶]
- دکتر کاظم قائمی (۱۳۹۳ تا ۱۳۹۷)
- دکتر محمد دهقانی فیروزآبادی (۱۳۹۷ تا ۱۴۰۰)

دکتر سید محمد موسوی میرزایی از ۱۴۰۰ تا۱۴۰۳
دکتر گنجی از ۱۴۰۳ تا کنون

## پیوندهای مرتبط
روابط عمومی و پایگاه اطلاع‌رسانی دانشگاه علوم پزشکی و خدمات بهداشتی درمانی بیرجند
پورتال آموزش الکترونیک دانشگاه علوم پزشکی و خدمات بهداشتی درمانی بیرجند
مجله علمی دانشگاه علوم پزشکی و خدمات بهداشتی درمانی بیرجند
کتابخانه دیجیتال دانشگاه علوم پزشکی و خدمات بهداشتی درمانی بیرجند
تلفن و آدرس داروخانه‌های استان خراسان جنوبی
تلفن و آدرس پزشکان،دندانپزشکان و داروسازهای استان خراسان جنوبی
تلفن و آدرس مراکز و خانه‌های بهداشت استان خراسان جنوبی
تلفن پایگاه‌های اورژانس استان خراسان جنوبی
شکایت از داروخانه‌های استان
فرم شکایت یا درخواست مردمی